# Bernie Cornfeld
 (août 2013).
Si vous disposez d'ouvrages ou d'articles de référence ou si vous connaissez des sites web de qualité traitant du thème abordé ici, merci de compléter l'article en donnant les références utiles à sa vérifiabilité et en les liant à la section « Notes et références ».
Pour les articles homonymes, voir Cornfeld.
Bernie Cornfeld, né le 17 août 1927 à Constantinople et mort le 27 février 1995 à Londres, est un comptable et financier britannique.

## Biographie
Bernie Cornfeld crée en 1962 Investor Overseas Services (IOS), dont le produit vedette était le « Fonds des Fonds », promettant des dividendes exceptionnels aux investisseurs. Jusqu'à 25 000 vendeurs particulièrement expérimentés placent ce produit dans un large public. Les dividendes sont prélevés sur les apports récents, ce qui équivaut à ce qu’on appelle une pyramide de Ponzi. Cornfeld écume l'Amérique du Nord et une grande partie de l'Europe.
Le système s'écroule en 1970. Bernie Cornfeld est arrêté en Suisse en 1973, écope de onze mois de prison préventive, mais est finalement acquitté en 1979 et conserve une part de ses gains qui lui permet de mener un grand train de vie jusqu'à sa mort, en 1995,.